# Fauteuil inclinable

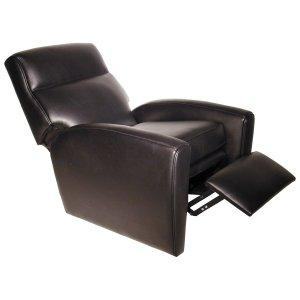
Un fauteuil inclinable.

Un fauteuil inclinable est un fauteuil dont le dossier s'incline quand un occupant s'appuie contre celui-ci et dont la partie inférieure s'élève, soutenant ainsi les pieds. Ce fauteuil fournit un meilleur confort que les fauteuils conventionnels et est utilisé partout dans le monde.
En 1928, deux cousins, Edward Knabusch et Edwin Shoemake, ont créé le premier fauteuil inclinable, dans la ville de Monroe, dans le Michigan. Ils fondèrent une entreprise, la Floral City Furniture Company, puis, en 1931, quand ils reçurent un brevet pour leur premier fauteuil inclinable automatique, la Floral City Furniture Company fut renommée La-Z-Boy.
Pour leur premier fauteuil inclinable, les deux hommes ont modifié un siège en bois d'un porche de façon que le fond de ce siège soit plus en avant et que le dossier soit inclinable. Sur les conseils de marchands, ils évoluèrent vers une version rembourrée du siège afin de le perfectionner.
Des experts ont affirmé que la sensation relaxante qu'un occupant éprouve dans un fauteuil inclinable était due au fait que les occupants ressentaient leur centre de gravité, éprouvant la sensation de flotter dans l'air.